# Capasa iris
Capasa iris är en fjärilsart som beskrevs av Butler 1880. Capasa iris ingår i släktet Capasa och familjen mätare. Inga underarter finns listade i Catalogue of Life.